# 황건 (북제)
황건(皇建, 560년 8월 ~ 561년 11월)은 북제(北齊) 효소제(孝昭帝) 고연(高演)의 연호이다. 1년 4개월 동안 사용하였다.

## 개원
- 건명(乾明) 원년 8월 3일[1](560년 9월 8일)에 연호를 황건(皇建)으로 개원함.[2][3][4][5]

- 황건(皇建) 2년 11월 11일[6](561년 12월 3일)에 연호를 태녕(太寧)으로 개원함.[7][8][4][5]

## 연대 대조표
| 황건        | 원년            | 2년             |
| 서기        | 560년           | 561년           |
| 간지        | 경진(庚辰)      | 신사(辛巳)      |
| 북주 (北周) | 무성(武成) 2년  | 보정(保定) 원년 |
| 남진 (南陳) | 천가(天嘉) 원년 | 2년             |
| 후량 (後梁) | 대정(大定) 6년  | 7년             |

## 동시대 연호

### 한국
신라(新羅)
- 개국(開國) (551년 ~ 568년)

### 중국
남진(南陳)
- 천가(天嘉) (560년 ~ 566년)

북주(北周)
- 무성(武成) (559년 ~ 560년)
- 보정(保定) (561년 ~ 566년)

후량(後梁)
- 대정(大定) (555년 ~ 562년)

고창국(高昌國)
- 건창(建昌) (555년 ~ 560년)
- 연창(延昌) (561년 ~ 601년)

## 같이 보기
- 다른 왕조의 같은 연호
  - 서하(西夏) 황건(1210년 ~ 1211년)

- 중국의 연호 목록